# هنري سلون
هنري سلون (بالإنجليزية: Henry Sloan)‏ هو موسيقي وفنان الشارع أمريكي، ولد في 1870 في مسيسيبي في الولايات المتحدة، وتوفي في 13 مارس 1948 في مقاطعة كريتيندين في الولايات المتحدة.